# 永康 (高句麗)
永康，是朝鲜三国时代的一个年号，估计是高句丽使用的年号。
1946年，在今北朝鮮平壤市平川區域平川洞出土一尊佛像光背，製作於6世紀末期，高22公分，寬15公分，厚0.3公分。該像的背面刻有「永康七年」的铭文，干支部分毁損嚴重，确切年份不得而知。永康作为对超过七年的年号，中国历代政權只有西秦（永康七年，418年）和柔然（永康七年，470年）。一些学者推断是高句丽自建的年号，推测永康七年是396年、5世紀上半葉、418年、483年、551年等。

## 永康七年銘金銅佛光背
該銘文共計7行、54字，以金煐泰的釋文為主：
永康七年歲[次甲]□

為亡母造彌勒尊像

福願令亡者神昇覺

慈氏三會

之處悟无生念究竟必果

提若有罪右願一時消滅

隨喜者等同此願